# Allen G. Thurman

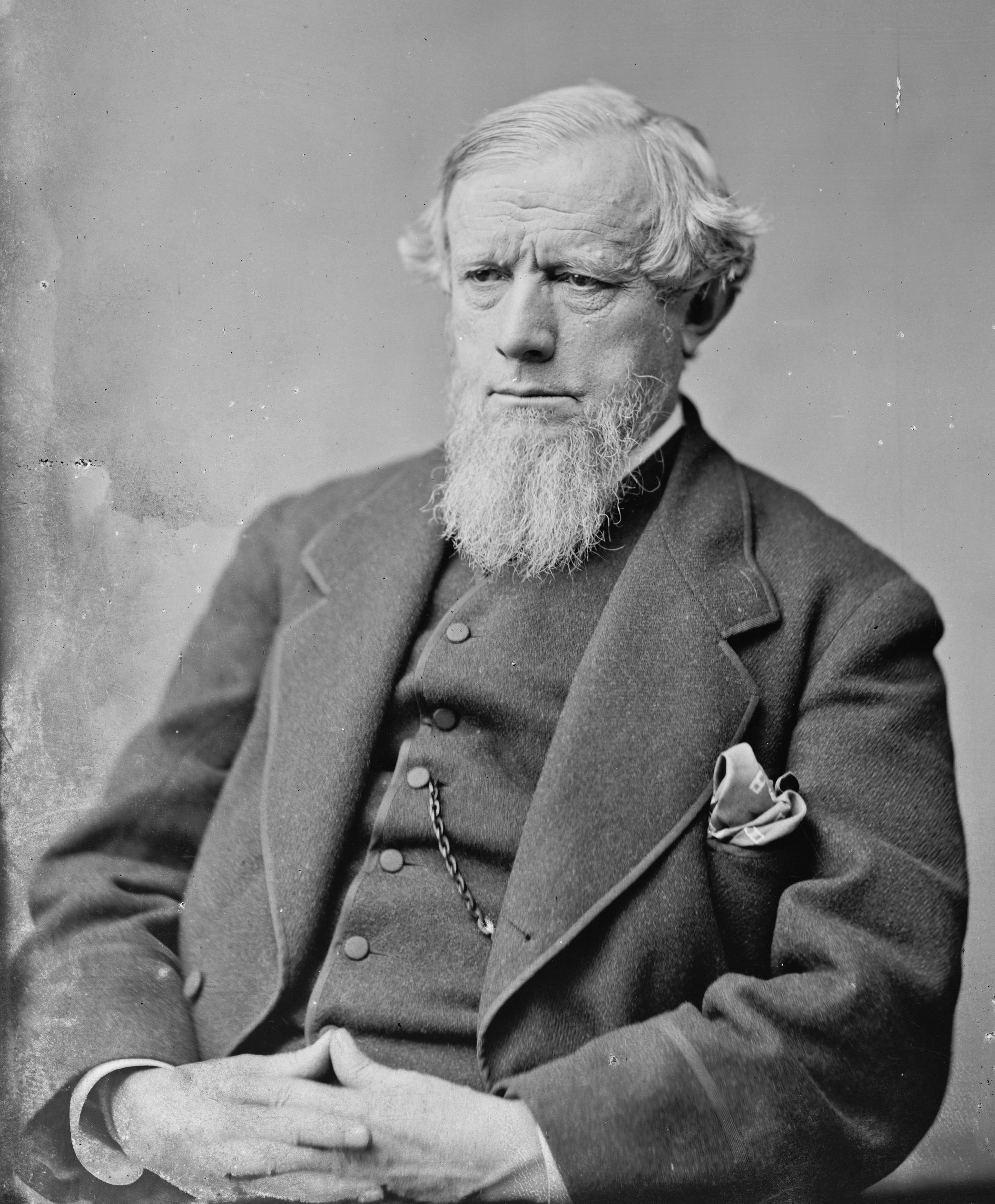
Allen G. Thurman

Allen Granberry Thurman, född 13 november 1813 i Lynchburg, Virginia, död 12 december 1895 i Columbus, Ohio, var en amerikansk demokratisk politiker och jurist. Han representerade delstaten Ohio i båda kamrarna av USA:s kongress, först i representanthuset 1845-1847 och sedan i senaten 1869-1881. Han var ordförande i senatens justitieutskott 1879-1881 och demokraternas vicepresidentkandidat i presidentvalet i USA 1888.
Thurman flyttade 1819 med sina föräldrar, Pleasant och Mary Granberry Allen Thurman, till Chillicothe, Ohio. Han studerade juridik och inledde 1835 sin karriär som advokat i Ross County, Ohio. Morbrodern William Allen var senator för Ohio 1837-1849. Thurman besegrade sittande kongressledamoten John I. Vanmeter i kongressvalet 1844. Han kandiderade inte till omval efter en mandatperiod i representanthuset.
Thurman var chefsdomare i Ohios högsta domstol 1854-1856. Han förlorade guvernörsvalet i Ohio 1867 mot republikanen Rutherford B. Hayes. Han efterträdde 1869 Benjamin Wade som senator för Ohio. Han efterträdde sedan 1879 George F. Edmunds som ordförande i justitieutskottet. Demokraterna nominerade Thurman till omval efter två mandatperioder i senaten. Han förlorade mot republikanen John Sherman. Han efterträddes som senator av Sherman i mars 1881.
USA:s vicepresident Thomas A. Hendricks avled 1885 i ämbetet. Grover Cleveland kandiderade till omval i presidentvalet 1888 och demokraternas konvent i Saint Louis nominerade Thurman till vicepresidentkandidat. Cleveland och Thurman fick flest röster i valet men republikanerna Benjamin Harrison och Levi P. Morton fick flest elektorsröster och vann valet.
Thurmans grav finns på Green Lawn Cemetery i Columbus.